# Avenula hackelii
Avenula hackelii é uma espécie de planta com flor pertencente à família Poaceae. 
A autoridade científica da espécie é (Henriq.) Holub, tendo sido publicada em Folia Geobotanica et Phytotaxonomica 11(3): 295. 1976.

## Portugal
Trata-se de uma espécie presente no território português, nomeadamente os seguintes táxones infraespecíficos:
- Avenula hackelii subsp. hackelii - presente em Portugal Continental. Em termos de naturalidade é endémica da região atrás referida. Encontra-se protegida por legislação portuguesa ou da Comunidade Europeia, nomeadamente pelo Anexo II e IV da Directiva Habitats e pelo Anexo I da Convenção sobre a Vida Selvagem e os Habitats Naturais na Europa.
- Avenula hackelii subsp. stenophylla - presente em Portugal Continental. Em termos de naturalidade é endémica da região atrás referida. Encontra-se protegida por legislação portuguesa ou da Comunidade Europeia, nomeadamente pelo Anexo II e IV da Directiva Habitats e pelo Anexo I da Convenção sobre a Vida Selvagem e os Habitats Naturais na Europa.